# Benoit Okolo Okonda
 Benoit Okolo Okonda (* 2. Juni 1947 in Lodja) ist ein kongolesischer Philosoph und Professor für Philosophie an der Universität Kinshasa.

## Leben
Okolo Okonda studierte an der Universität Lubumbashi Philosophie und absolvierte nach seiner Promotion ein zweijähriges Forschungsstudium an der Ruprecht-Karls-Universität Heidelberg.

## Wirken
Okolo ist einer prominentesten kongolesischen und afrikanischen Philosophen des 20. Jahrhunderts. Seine Theorie basiert auf Hermeneutik und Tradition. Okola begründete seine Theorie durch seine Rezeption Heideggers und Gadamers, die sich fast ausschließlich auf „Sein und Zeit“ und „Wahrheit und Methode“ beschränkte.

## Publikationen
- Tradition et Destin. Essai sur la philosophie herméneutique de Paul Ricoeur, Martin Heidegger et Hans-Georg Gadamer, Lubumbashi, 1979
- Pour une philosophie de la culture et du développement. Recherches d'herméneutique et de praxis africaines, Kinshasa, Presses Universitaire du Zaïre, 1986

| Personendaten    | Personendaten                                |
| ---------------- | -------------------------------------------- |
| NAME             | Okolo Okonda, Benoit                         |
| ALTERNATIVNAMEN  | Okolo Okonda w'Oleko                         |
| KURZBESCHREIBUNG | kongolesischer Philosoph und Hochschullehrer |
| GEBURTSDATUM     | 2. Juni 1947                                 |
| GEBURTSORT       | Lodja                                        |